# دول ارزن

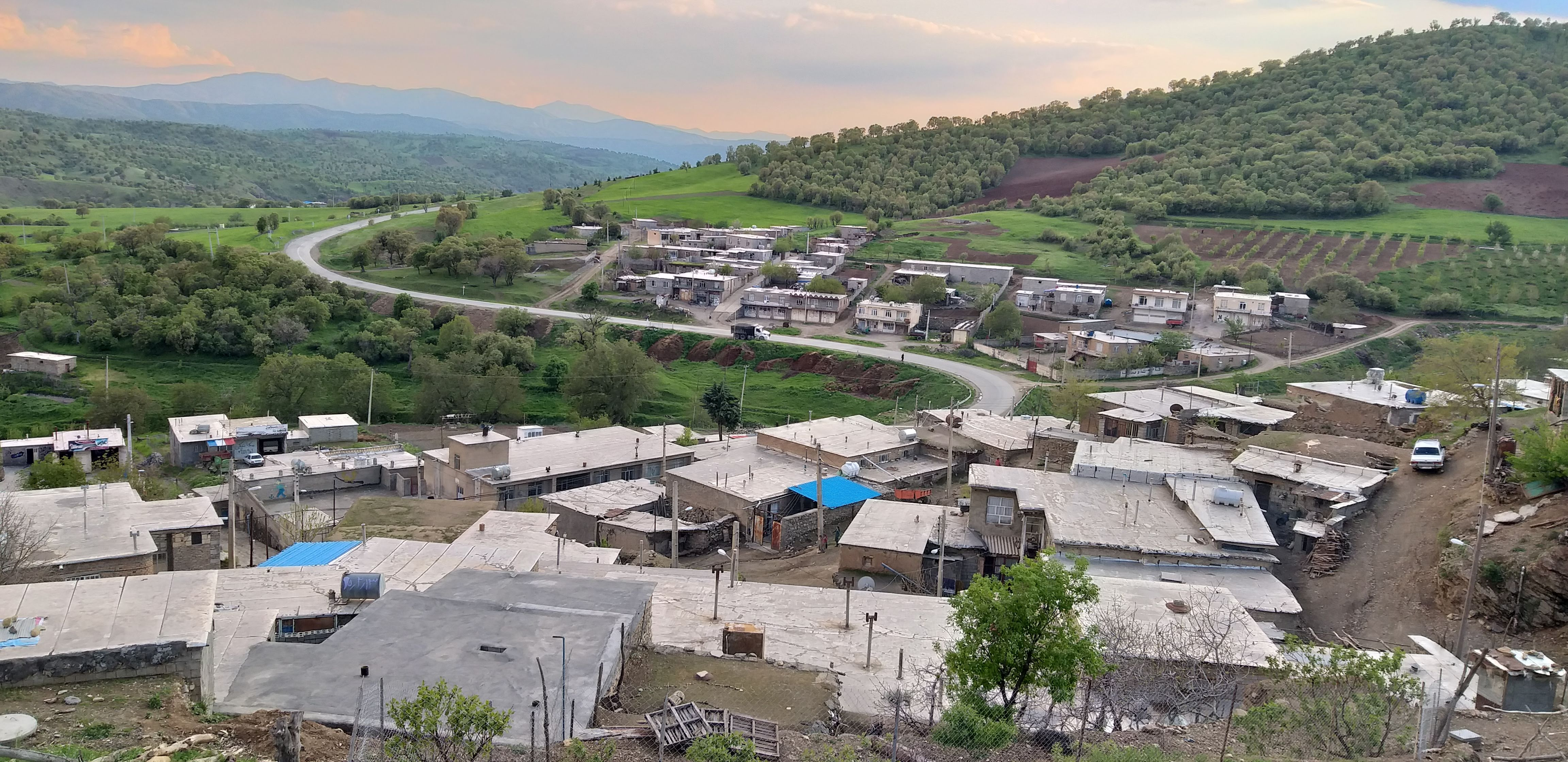

 دول ارزن، روستایی از توابع بخش نمشیر شهرستان بانه در استان کردستان ایران است. این روستا یکی از زیباترین روستاهای شهر بانه می‌باشد و دارای جنگل‌های زیبا و مناظر دیدنی است. این روستا دارای مردمانی مهمان نواز و با فرهنگ می‌باشد که شغل بیشتر آنها کشاورزی و دامداری است. مردم این روستا از لحاظ مالی به‌طور کلی در وضعیت متوسط قرار دارند. جوانان این روستا به ورزش خصوصاً فوتبال علاقهٔ چشمگیری دارند اما متأسفانه از زمین فوتبال مناسبی برخوردار نیستند. متأسفانه در سال‌های اخیر جمعیت روستا رو به کاهش بوده و یکی از دلایل مهاجرت افراد روستا به شهر، نبود شغل مناسب در این روستاست. از لحاظ علمی مردم این روستا و به ویژه جوانان، افرادی تحصیل کرده هستند اما متأسفانه جوانان این روستا مجبورند برای امرار معاش به کارگری یا کولبری روی بیاورند. دول ارزن در زبان کوردی متشکل از (دول+ارزن) که دول یعنی دره، ارزن هم گیاهی خوردنی بوده که در دوران قدیم و در زمان قحطی بجای گندم و جو کاشته می‌شده و قابل خوردن است.

## جمعیت
این روستا در دهستان نمه شیر قرار دارد و براساس آخرین سرشماری جمعیت آن۳۳۱نفر می‌باشد.